# Баворовский, Виктор
Граф Виктор Баворовский (пол. Bavorovsky Viktor; 1826[…] или 1825, Колтов, Золочёвский округ, Королевство Галиции и Лодомерии, Австрийская империя — 3 декабря 1894, Львов, Цислейтания) — польский писатель

, литературовед, переводчик, библиофил, меценат, коллекционер, поэт.

## Биография
Виктор Баворовский родился в селе Колтове (ныне в Золочевской городской общине Золочевского района Львовской области Украины.

Герб Баворовские

Дворянин; происходил из графского рода Баворовских. Отец — граф Юзеф Баворовский — сражался за Наполеона (1780—1841), мать — Фелиция (урождённая графиня Стаженськая; (ум. 1837). После смерти родителей его опекуном стал дядя — граф Михал Стаженський. Виктора и его брата Влодзимежа (1823—1901) он отправил учиться во Львов, где их учителем был, в частности, Юрґас — педагог прусского происхождения. Там В. Баворовский успешно окончил Львовский университет.
Граф Баворовский постоянно жил в своем имении в селе Остров (ныне Тернопольский район одноименной области). В 1857 году он пригласил историка Иоахима Лелевеля заведовать его коллекциями, но тот отказался, пожелав умереть в парижском приюте. В том году, вероятно, за собранные коллекции, Баворовский стал членом-корреспондентом Научного общества в Кракове.
Виктор Баворовский оставил воспоминания о Мицкевиче. Под псевдонимом «Виктор из Баворова» переводил Виланда, Байрона и других авторов. Баворовский имел в городе Львове богатую библиотеку, где, в частности, хранилась чешская рукопись 1472 года. Ныне «Библиотека Баворовских» храниться в Отделе искусств Львовской научной библиотеки им. В. Стефаника НАН Украины).
Заболел болезнью глаз, которая прогрессировала и грозила полной слепотой. Это и стало главной причиной того, что Баворовский покончил с собой перерезав себе горло.
Граф Виктор Баворовский совершил самоубийство 3 декабря 1894 года во Львове и был похоронен в костеле святого Вацлава в Баворове, где в фамильном склепе графов Баворовских.

## Избранные произведения и переводы
- Оберон (поэма немецкого поэта Кристофа Мартина Виланда, переведенное и изданное во Львове в 1853 году).
- Psalm życia // Henry Wadsworth Longfellow.